# Liste der Baudenkmale in Brück
In der Liste der Baudenkmale in Brück sind alle Baudenkmale der brandenburgischen Stadt Brück und ihrer Ortsteile aufgelistet. Grundlage ist die Veröffentlichung der Landesdenkmalliste mit dem Stand vom 31. Dezember 2020. Die Bodendenkmale sind in der Liste der Bodendenkmale in Brück aufgeführt.

## Baudenkmale in den Ortsteilen
In den Spalten befinden sich folgende Informationen:
- ID-Nr.: Die Nummer wird vom Brandenburgischen Landesamt für Denkmalpflege vergeben. Ein Link hinter der Nummer führt zum Eintrag über das Denkmal in der Denkmaldatenbank. In dieser Spalte kann sich zusätzlich das Wort Wikidata befinden, der entsprechende Link führt zu Angaben zu diesem Denkmal bei Wikidata.
- Lage: die Adresse des Denkmales und die geographischen Koordinaten. Link zu einem Kartenansichtstool, um Koordinaten zu setzen. In der Kartenansicht sind Denkmale ohne Koordinaten mit einem roten beziehungsweise orangen Marker dargestellt und können in der Karte gesetzt werden. Denkmale ohne Bild sind mit einem blauen bzw. roten Marker gekennzeichnet, Denkmale mit Bild mit einem grünen beziehungsweise orangen Marker.
- Bezeichnung: Bezeichnung in den offiziellen Listen des Brandenburgischen Landesamtes für Denkmalpflege. Ein Link hinter der Bezeichnung führt zum Wikipedia-Artikel über das Denkmal.
- Beschreibung: die Beschreibung des Denkmales
- Bild: ein Bild des Denkmales und gegebenenfalls einen Link zu weiteren Fotos des Baudenkmals im Medienarchiv Wikimedia Commons

### Baitz
| ID-Nr.   | Lage   | Bezeichnung | Beschreibung | Bild           |
| -------- | ------ | ----------- | --- | -------------- |
| 09190681 | (Lage) | Dorfkirche  | Die Dorfkirche wurde im Jahre 1913 erbaut, dabei wurden Reste des Vorgängerbaues verwendet. Die Ausstattung ist aus der Bauzeit. Im Inneren befindet sich ein etwa 400 Jahre Opferstock. | weitere Bilder |

### Brück
| ID-Nr.                           | Lage                           | Bezeichnung | Beschreibung | Bild                        |
| -------------------------------- | ------------------------------ | --- | --- | --------------------------- |
| 09190100                         | (Lage)                         | Stadtkirche St. Lambertus | Die spätgotische Kirche wurde im Jahre 1776 erneuert, Ursache war ein Brand. Der Westturm kam im Jahre 1842 hinzu. Die Ausstattung im Inneren ist einheitlich und stammt aus dem Jahre 1776. | weitere Bilder              |
| 09190784                         | (Lage)                         | Antennenmessplatz Brück mit den Messtürmen II und III sowie den dazugehörenden technischen Einrichtungen (Motorseilwinden) sowie jeweiligen Gerätehäusern, den Turmeinfriedungen und den Fundamenten des Messturmes I | | weitere Bilder              |
| 09191328 Teilobjekt zu: 09190784 | (Lage)                         | Messturm | Es ist der Messturm III aus den Jahren 1969/1970. | Messturm                    |
| 09191329 Teilobjekt zu: 09190784 | (Lage)                         | Messturm | Es ist der Messturm II aus dem Jahr 1963. | Messturm                    |
| 09190663                         | Bahnhofstraße 61 (Lage)        | Bahnhof mit Empfangsgebäude, Güterschuppen, Gaststätte, Toilettenhäuschen, Bahnbeamtenwohnhaus | Der Bahnhof entstand in den Jahren 1878-1879. | weitere Bilder              |
| 09192045 Teilobjekt zu: 09190663 | Bahnhofstraße 61 (Lage)        | Bahnhofsempfangsgebäude | Das Bahnhofsempfangsgebäude ist zweieinhalbgeschossig und ist mit einem Satteldach versehen. | Bahnhofsempfangsgebäude     |
| 09192046 Teilobjekt zu: 09190663 | Bahnhofstraße 61 (Lage)        | Güterschuppen | Der Güterschuppen ist eingeschossig und verfügt über ein Satteldach. | Güterschuppen               |
| 09192047 Teilobjekt zu: 09190663 | Bahnhofstraße 61 (Lage)        | Gaststätte | Die Gaststätte besitzt ein Satteldach und ist eingeschossig. | Gaststätte                  |
| 09192048 Teilobjekt zu: 09190663 | Bahnhofstraße 61 (Lage)        | Toilettenhaus | Das Toilettenhaus weist ein Pultdach aus und ist eingeschossig. | Toilettenhaus               |
| 09192049 Teilobjekt zu: 09190663 | Bahnhofstraße 61 (Lage)        | Beamtenwohnhaus / Wohnhaus | Das Beamtenwohnhaus ist zweieinhalbgeschossig und besitzt ein Satteldach. | Beamtenwohnhaus / Wohnhaus  |
| 09190101                         | Beelitzer Straße 18 (Lage)     | Chausseehaus mit Hofgebäude | Das Chausseehaus ist ein eingeschossiger Ziegel-Bau mit Satteldach und schließt giebelseitig unmittelbar (ohne Vorgarten) an die B 246 an. Das Hofgebäude ist ebenfalls eingeschossiger Ziegel-Bau. Auch dieses Gebäude verfügt über ein Satteldach. Es liegt quer hinter dem Chausseehaus und schließt den Hof nach Süden hin ab. Das Chausseehaus mit Hofgebäude datiert auf die Jahre 1860/1870. Es liegt am östlichen Rand des Brücker Gemeindeteils Schlossbusch. | Chausseehaus mit Hofgebäude |
| 09190109                         | Straße der Einheit (Lage)      | Dorfkirche Rottstock | Die evangelische Feldstein-Saalbau-Kirche stammt aus der spätgotischen Zeit. Der Altaraufsatz im Inneren stammt aus dem Jahr 1740. | weitere Bilder              |
| 09191502 Teilobjekt zu: 09190109 | Straße der Einheit (Lage)      | Glocke | Die Glocke stammt aus dem Hochmittelalter. Sie datiert aus dem Jahr 1248. | BW                          |
| 09191503 Teilobjekt zu: 09190109 | Straße der Einheit (Lage)      | Glocke | Die Glocke datiert aus der zweiten Hälfte des 13. Jahrhunderts. | BW                          |
| 09190828                         | Chausseestraße 2 (Lage)        | Wohnhaus mit Hofgebäuden | Das zweigeschossige Wohnhaus ist ein Ziegelbau mit Sattel- und Walmdach und stammt aus dem Jahr 1933. | Wohnhaus mit Hofgebäuden    |
| 09192224 Teilobjekt zu: 09190828 | Chausseestraße 2 (Lage)        | Pferdestall | Der Pferdestall, ein roter Ziegelbau mit Pultdach, steht auf dem ersten Hof. Er datiert auf 1876/1900. | BW                          |
| 09192225 Teilobjekt zu: 09190828 | Chausseestraße 2 (Lage)        | Remise & Futterküche | Der eineinhalbgeschossige Bau ist aus gelben Ziegeln gefertigt und befindet sich auf dem zweiten Hof. Er datiert auf das Jahr 1933. | Remise & Futterküche        |
| 09192226 Teilobjekt zu: 09190828 | Chausseestraße 2 (Lage)        | Scheune | Es handelt sich um eine Durchfahrtsscheune, die den ersten und zweiten Hof miteinander verbindet. Datiert auf das Jahr 1933. | BW                          |
| 09190107                         | Straße des Friedens (Lage)     | Postsäule, auf dem Anger | Die Postsäule liegt am östlichen Ende des Angers. Sie besteht aus Sandstein und wurde 1730 errichtet. Sie zeigt das sächsisch-polnischen Doppelwappen. Im Jahre 1968 wurde die Säule restauriert. Sie war von einem betrunkenen Autofahrer angefahren worden. | weitere Bilder              |
| 09190102                         | Straße des Friedens 35 (Lage)  | Pfarrhaus | | Pfarrhaus                   |
| 09190103                         | Straße des Friedens 41 (Lage)  | Wohnhaus | | Wohnhaus                    |
| 09190104                         | Straße des Friedens 52 (Lage)  | Wohnhaus | | Wohnhaus                    |
| 09190106                         | Straße des Friedens 103 (Lage) | Wohnhaus | | Wohnhaus                    |

### Gömnigk
| ID-Nr.   | Lage   | Bezeichnung | Beschreibung | Bild           |
| -------- | ------ | ----------- | --- | -------------- |
| 09190108 | (Lage) | Dorfkirche  | Die Dorfkirche ist ein spätgotischer Bau. Ende des 19. Jahrhunderts wurde er um ein Altarhaus erweitert. Im Inneren befindet sich eine Kanzel aus der Zeit Ende des 17. Jahrhunderts. | weitere Bilder |

### Neuendorf
| ID-Nr.            | Lage   | Bezeichnung | Beschreibung | Bild           |
| ----------------- | ------ | ----------- | --- | -------------- |
| 09190302 Wikidata | (Lage) | Dorfkirche  | Im Ursprung ist die Kirche ein spätgotischer Bau. Der Turm wurde Ende des 19. Jahrhunderts errichtet. Der Kanzelaltar stammt aus dem Jahr 1838. | weitere Bilder |

### Trebitz
| ID-Nr.            | Lage   | Bezeichnung | Beschreibung | Bild           |
| ----------------- | ------ | ----------- | --- | -------------- |
| 09190685 Wikidata | (Lage) | Dorfkirche  | Die Dorfkirche wurde, nachdem die alte Kirche am 22. Juli 1894 abgebrannt war, 1897 bis 1898 vom Baubetrieb des Maurermeisters G. Koeber aus Lehnin im neugotischen Stil wieder aufgebaut. Die Kirchenausstattung ist bauzeitlich. Die Kanzel hat der Hofbildhauer Gustav Kuntzsch aus Wernigerode/Harz geschaffen. | weitere Bilder |